# 曼佐羅 (亞利桑那州)
曼佐羅（英語：Manzoro）是位於美國亞利桑那州科奇斯縣的一個非建制地區。該地的面積和人口皆未知。

## 地理
曼佐羅的座標為32°02′41″N 109°58′15″W / 32.04472°N 109.97083°W，而該地的平均海拔高度為1353米（即4439英尺）。